# Paesaggio con serpente
Paesaggio con serpente è una raccolta del poeta e critico italiano Franco Fortini pubblicata da Einaudi nel 1984.
L'opera inizia con la prosa L'ordine e il disordine che è l'ultimo componimento della raccolta precedente, Questo muro ed è tratta dall'episodio dell'ottava cantica del Purgatorio dantesco dove gli angeli scacciano il serpente.
Una biscia corre di sera al buio e viene attaccata da un animale in volo e sparisce. Così, nel Purgatorio, nella valle dove viene scontata dai principi la superbia passata, degli angeli simili a uccelli celesti, fanno fuggire il serpente, simbolo di tentazione.